# Desmometopa dolichocephala
Desmometopa dolichocephala är en tvåvingeart som beskrevs av Brake och Amnon Freidberg 2003. Desmometopa dolichocephala ingår i släktet Desmometopa och familjen sprickflugor.
Artens utbredningsområde är Tanzania. Inga underarter finns listade i Catalogue of Life.